# Henri François Anne de Roussel
Henri François Anne de Roussel (11 juli 1748, Saint-Bômer-les-Forges - 17 februari 1812, Caen) was een Franse natuurwetenschapper. 
Hij studeerde geesteswetenschappen en filosofie aan de Universiteit van Caen en behaalde in 1767 de rang van "maître ès-arts". Daarna studeerde hij geneeskunde in Caen en verhuisde in 1771 naar Parijs, waar hij zijn opleiding voortzette. In 1773 werd hij benoemd tot voorzitter geneeskunde in Caen, waar hij in 1786 voorzitter medische plantkunde werd. Later was hij professor in experimentele natuurkundie en scheikunde aan de École centrale du Calvados.

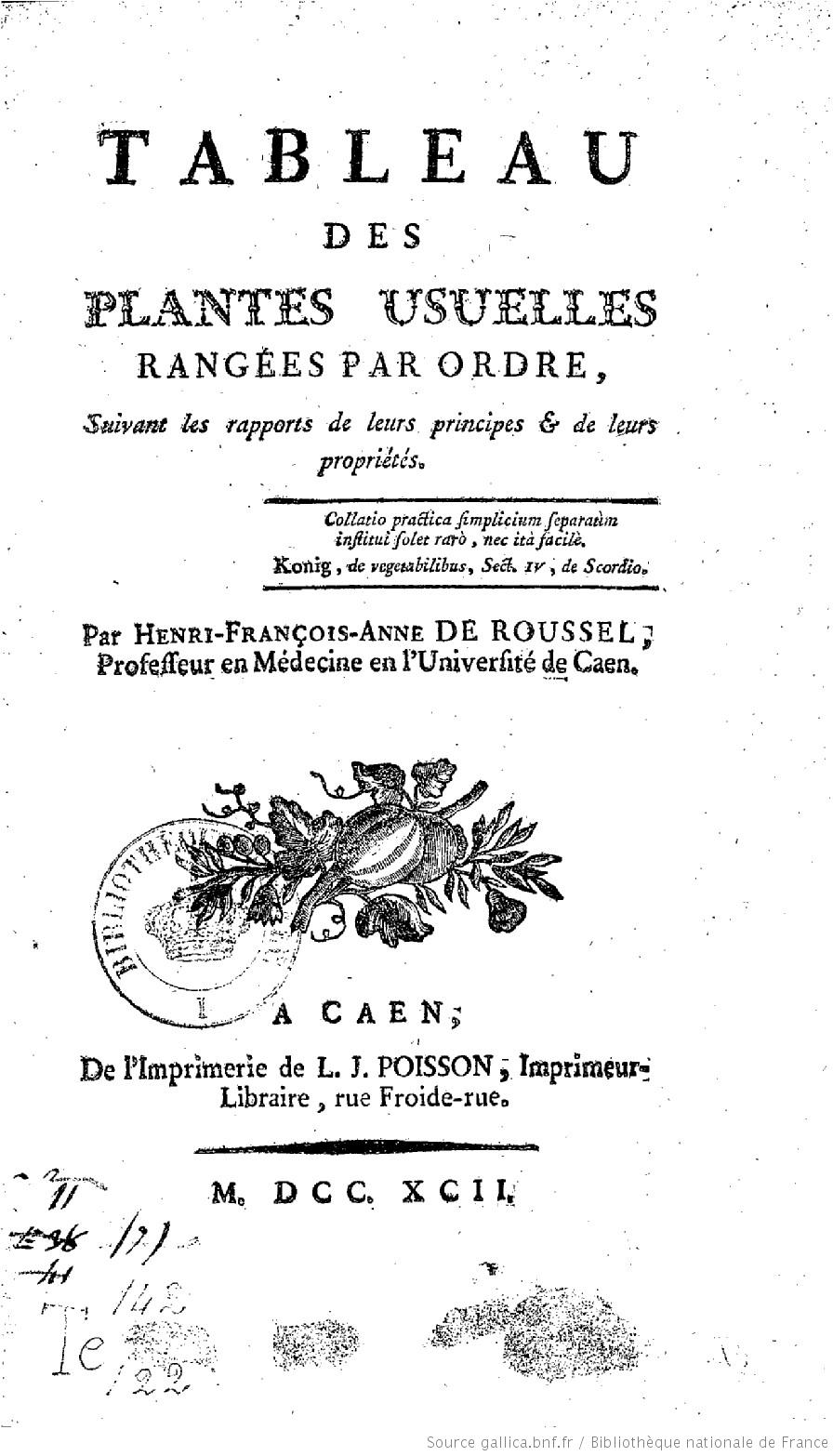
"Tableau des plantes usuelles rangées par ordre".

## Belangrijkste werken
- Tableau des plantes usuelles rangées par ordre: suivant les rapports de leurs principes et de leurs propriétés, 1792 - Tabel van conventionele planten, gerangschikt volgens rapporten van hun eigenschappen.
- Flore du Calvados et terreins adjacents, 1796 - Flora van Calvados en aangrenzende gebieden.
- Élémens de chymie et de physique expérimentale: à l'usage des Écoles centrales de Calvados, 1798 - Elementen van chemie en experimentele natuurkunde, zoals gebruikt in de Écoles centrales du Calvados.[3]

## Taxa
- Gymnopus (Persoon) Roussel, 1806 (familie Marasmiaceae).[4]
- Mycena (Persoon) Roussel, 1806 (familie Mycenaceae).[5]